# Latijnse School (Middelburg)
Onder de Latijnse School in Middelburg wordt zowel het instituut begrepen als het gebouw aan de Latijnse Schoolstraat waarin het onderwijs gegeven werd. Beide dateren uit de Middeleeuwen.

## Geschiedenis
De geschiedenis van de Latijnse School in Middelburg is terug te voeren tot het jaar 1365. Uit een post in de stadsrekening uit dat jaar blijkt voor het eerst van het bestaan van de ‘Grote Scole der Stede van Middelburch’. De stad is eigenaar van de school, de stedelijke overheid benoemt en ontslaat de meesters.
Nadat in 1574 de Reformatie in Middelburg haar beslag heeft gekregen, gaat de school verder onder de naam Latijnse School. Door de kerkenraad van de Hervormde Kerk wordt er bij de overheid op aangedrongen om toezicht uit te oefenen op de school betreffende ‘de reyne leere’ en op een passend gedrag van de leerlingen. De instelling van het College van Curatoren is hiervan het gevolg. Dit college blijft in stand tot het einde van het bestaan van de school, als Stedelijk Gymnasium, in 1972. De doelstelling is in de loop van de tijd aangepast tot die van algemeen bestuur en toezicht.
In de Franse tijd heet de school officieel Gymnase Illustre de la ville de Middelbourg. De school staat onder toezicht van de Academie in Brussel en de Universiteit van Parijs.
In navolging van experimenten in Den Haag en Leiden wordt in 1842 besloten de school uit te breiden met een tweede afdeling, waaraan algemeen vormend eindonderwijs wordt gegeven. De eerste afdeling, de Latijnse school, blijft opleiden voor de universiteit. Deze gecombineerde instituten krijgen de naam van Stedelijk Gymnasium. Na een aantal jaren op deze wijze te hebben gefunctioneerd, wordt de Latijnse school van Middelburg opgenomen onder de erkende Stedelijke Gymnasiën.
In 1876 komt de Wet op het Hoger Onderwijs tot stand. Deze wet maakt een einde aan de Latijnse School. De Middelburgse school gaat nu definitief verder als het Stedelijk Gymnasium Middelburg, dat uitsluitend nog onderwijs verzorgt dat voorbereidt op de universiteit. In 1965 viert het gymnasium op grootse wijze zijn 600-jarig bestaan, enkele jaren later zou het opgaan in de Stedelijke Scholengemeenschap Middelburg.

## Gebouw
Vanaf 1365 is de school in hetzelfde gebouw aan de Latijnse Schoolstraat gevestigd, in de onmiddellijke nabijheid van de abdij, het oudste gedeelte van de stad. Nadat het gymnasium zijn zelfstandigheid verloren heeft, fungeert het gebouw enkele jaren als dependance van de Stedelijke Scholengemeenschap. Daarna huisvest het een aantal maatschappelijke instellingen. Sinds 2009 is het gebouw aan de Latijnse Schoolstraat een particulier woonhuis. Het pand van de Latijnse school in de Latijnse Schoolstraat is een rijksmonument.

### Trivia
- Oud-leerlingen van de Latijnse School hebben in 1813 in Leiden het dispuut Non Sordent in Undis opgericht, dat thans een onderdeel is van de in 1839 opgerichte LSV Minerva.
- Oud-leerling, Hadrianus Beverland, Adriaan Beverland in 1663